# I ladri e l'avaro
I ladri e l'avaro è un cortometraggio muto del 1911 diretto da Gabriel Moreau. Tra gli interpreti è anche l'attore siciliano Vitale Gioacchino De Stefano. Prodotto dalla azienda cinematografica Savoia Film.
Il regista Moreau ha svolto anche le funzioni di attore, recitando la parte di un ladro, mentre De Stefano, attore co-protagonista, era l'avaro.